# The Moodys (2014)
The Moodys ist eine australische Fernsehserie, die die Handlung aus der Fernsehserie A Moody Christmas fortführt. The Moodys wurde am 5. Februar 2014 auf ABC ausgestrahlt und im Frühjahr 2014 in den Vereinigten Staaten auf Hulu gezeigt.
Die Idee zu Serie hatten Trent O’Donnell und Phil Lloyd, die auch das Drehbuch schrieben. Daneben waren an dieser Serie einige Gastautoren beteiligt: Patrick Brammall (Episode 5) und Ian Meadows (Episode 7).

## Handlung
In dieser Serie ist Dan Moody (Ian Meadows) mit seiner jetzigen Freundin Cora Benson (Jane Harber) aus London nach Australien zurückgekehrt. Es werden die Höhen und Tiefen ihrer konfliktartigen Beziehung dargestellt, mehrere Handlungsstränge der übrigen Familienmitglieder werden entwickelt und neue Figuren werden eingeführt. Die Serie basiert auf Familienevents innerhalb eines Jahres und nicht auf einer Reihe von Weihnachtstagen, wie in der vorherigen Serie. Gedreht wurde die Serie in Sydney. Jede Episode ist ungefähr 30 Minuten lang.

## Besetzung
- Dan Moody – Ian Meadows
- Sean Moody, Dans Bruder – Patrick Brammall
- Kevin Moody – Danny Adcock
- Maree Moody, Dans Mutter – Tina Bursill
- Terry Moody, Dans Onkel – Darren Gilshenan
- Bridget Quail, Dans Schwester – Rachel Gordon
- Cora Benson, Haydens Freundin und Dans heimliche Lieb – Jane Harber
- Roger Quail, Dans Schwager – Phil Lloyd
- Yvonne Tisdale – Sacha Horler
- Hayden Roberts, Dans Cousin – Guy Edmonds
- Lucy – Madeleine Madden
- Louise – Sarah Snook
- Howard – Marshall Napier

## Episodenliste
| Nr. | Deutscher Titel | Originaltitel                   | Erstausstrahlung Australien | Deutschsprachige Erstausstrahlung (—) | Regie           | Drehbuch                                       |
| --- | --------------- | ------------------------------- | --------------------------- | ------------------------------------- | --------------- | ---------------------------------------------- |
| 1 | —               | Australia Day                   | 5. Feb. 2014                | —                                     | Trent O’Donnell | Trent O’Donnell & Phil Lloyd                   |
| Es sind 12 Monate her, seitdem wir die Familie Moody das letzte Mal gesehen haben. Maree und Kevin haben das Moody-Haus zum Verkauf angeboten, was Sean empört. Er weigert sich, sein Haus zu verlassen und hockt in seinem alten Zimmer. Dan und Cora sind aus Großbritannien nach Hause zurückgekehrt. Um Coras Familie zu beeindrucken, lädt Dan sie zu Onkel Terrys Australia Day Barbecue ein. Am frühen Morgen des Australia Day kommt Terry im Park an und beansprucht den besten Platz. Er ist jedoch nicht der einzige. Es kommt zu einem Streit mit einer Aborigine-Familie, bis ein Kompromiss gefunden wird und die beiden Familien beschließen, das Mittagessen zu teilen. Aber das Barbecueevent endet in einer weiteren Moody-Katastrophe, nachdem eine Flagge versehentlich verbrannt wird, Dan von einer Schmeißfliege gestochen wird und ein unerwarteter Besucher nach einem Jahr auf See zurückkehrt. |                 |                                 |                             |                                       |                 |                                                |
| 2 | —               | Happy Anniversary Kevin & Maree | 12. Feb. 2014               | —                                     | Scott Pickett   | Trent O’Donnell & Phil Lloyd                   |
| Die Familie Moody trifft sich, um den Hochzeitstag von Kev und Maree zu feiern. Doch in gewohnter Moody-Manier werden die Feierlichkeiten gestört. Rhys (David Field) kommt vorbei, um Glückwünsche auszusprechen. Er ist jedoch eigentlich nur gekommen, um Maree um einen Teil des Erbes ihrer Mutter zu bitten. Es gibt Streit um die Fleischverlosung. Dan trifft die Gaming and Operations Managerin Louise (Sarah Snook), die sich als alte Universitätsfreundin herausstellt. Louise fühlt sich eindeutig noch zu ihm hingezogen. Bridget hat unterdessen beschlossen eine Auktion zu besuchen. Sie überredet Cora, mit dem Bieten zu beginnen und gerät in eine unangenehme Situation, der man nicht leicht entkommen kann. Sean ist fassungslos, als er seine Ex-Freundin Peggy (Helen Dallimore) beim Glückspielen vorfindet und ist noch schockierter, als er erfährt, warum sie wirklich da ist – und mit wem sie zusammen ist. |                 |                                 |                             |                                       |                 |                                                |
| 3 | —               | Bridget's Surprise 40th         | 19. Feb. 2014               | —                                     | Trent O’Donnell | Trent O’Donnell & Phil Lloyd                   |
| Die Familie Moody organisiert eine Überraschungsparty zum 40. Geburtstag für Bridget. An diesem Tag versucht Roger, Bridget mit einer Reihe von Aktivitäten abzulenken. Trotz seiner guten Absichten läuft alles schief – insbesondere die Gesichtsbehandlung mit Glykolsäure. Die Party beginnt. Terry bringt Yvonne mit. Sean lädt Terrys alte Flamme Oksana (Natasha Beaumont) ein. Auktionator Matt (Jonny Pasvolsky) taucht zu spät auf und sagt Bridget, dass sie „für 40 ziemlich gut aussieht“. Ihre Stimmung hebt sich unter Matts Aufmerksamkeit erheblich. Beider albern in Matts Auto herum, was Roger wütend macht. Am Ende der Party erscheint Rogers „Geschenk“ für Bridget – ein männlicher exotischer Tänzer. Dieser führt einen energiegeladenen, erotischen Tanz auf. Seine letzte Enthüllung lässt sie alle verblüfft zurück. |                 |                                 |                             |                                       |                 |                                                |
| 4 | —               | Easter Epiphanies               | 26. Feb. 2014               | —                                     | Trent O’Donnell | Trent O’Donnell, Sheridan Jobbins & Phil Lloyd |
| Es ist das jährliche Osterwochenende der Moody-Familie. Der ganze Clan fährt zu dem Wochenende in einen Ferienpark an der Südküste von NSW. Kev schlägt sein Lager in seinem geliebten Wohnmobil auf. Sean bleibt für sich. Dan, Terry und Cora übernachten zusammen auf einem Campingplatz. Sean wird von einem Haufen Teenager betrogen, die ihn bitten, ihnen Bier zu kaufen. Währenddessen springen Cora und Bridget, angewidert vom Zustand des Campingplatzes, über den Zaun eines nahe gelegenen Resorts. Terry macht eine lange Fahrradtour und findet etwas über Yvonne heraus. Irgendwie schaffen es die Moodys, Einheimische und Urlauber zu verärgern und werden vom Campingplatz vertrieben. Die einzigen, die nicht rausgeschmissen werden, sind Dan und Cora. Diese können nun endlich ihre Zweisamkeit genießen. |                 |                                 |                             |                                       |                 |                                                |
| 5 | —               | Sean's Day in Court             | 5. März 2014                | —                                     | Trent O’Donnell | Patrick Brammall                               |
| Als Sean betrunken mit einem Jetski über den Hafen rast, trifft er versehentlich einen Pinguin und landet vor Gericht. Sein Gerichtstermin kollidiert jedoch mit Terrys Spendenaktion für die Kommunalwahl. Coras hübscher Bruder Sammy (Ryan Corr) kommt zu Besuch. Er hat sich von seiner Freundin Laura (Millie Rose Heywood) getrennt und braucht einen Platz zum Übernachten. Dan wird mit Sammys enger Beziehung zu Cora konfrontiert. Er findet es nicht normal, dass sich erwachsene Geschwister ein Bett teilen. Aber nach einem rundum harten Tag lösen die Moodys ihre Differenzen mit einem guten altmodischen Vorgarten-Fußballspiel. |                 |                                 |                             |                                       |                 |                                                |
| 6 | —               | Vote 1 Terry Moody              | 12. März 2014               | —                                     | Scott Pickett   | Trent O’Donnell & Phil Lloyd                   |
| Terry fühlt sich im letzten Anlauf zu seiner Ratswahl schrecklich und benötigt Bluttests; Sean, als selbsternannter Wahlkampfmanager, findet, dass dies eine großartige Gelegenheit ist, Sympathien bei den Wählern zu gewinnen. Der finanzielle Stress der Wahl fordert seinen Tribut. So macht Terry mit Yvonne Schluss. Nachdem Cora die Nachricht erhält, dass sie verhört werden soll, bittet Dan Coras Vater um finanziellen Rat. Das Verhör könnte schlimm werden, da Cora noch nie eine Steuererklärung abgegeben hat. Howard (Marshall Napier) regelt umgehend Coras geschäftliche Angelegenheiten und richtet seine Aufmerksamkeit dann auf Dan. Währenddessen will Bridget Matt erzählen, dass er bald Vater wird. Er fragt, ob sie sicher ist, dass er der Vater ist. Bridget ist sich sicher. Matt erklärt, dass er sich frage warum sie es ihm überhaupt erzählen würde, da sie sage, dass sie nichts von ihm erwarte. |                 |                                 |                             |                                       |                 |                                                |
| 7 | —               | Baby Shower Blues               | 19. März 2014               | —                                     | Scott Pickett   | Ian Meadows                                    |
| Roger veranstaltet Bridgets Babyparty. Er versucht, einige ziemlich seltsame Partyspiele zu spielen. Sehr zu Seans Freude gräbt Maree Bobby aus, Dans „weinende“ Babypuppe, die er bis zu seinem 12. Lebensjahr hatte. Cora verzieht das Gesicht. Sie ist sich nicht ganz sicher, ob ein Baby überhaupt in ihre Zukunftsplänen passt. Dan ist von Coras Kommentar irritiert, das hatte er nicht erwartet. Als Matt zu Bridgets Babyparty auftaucht, fühlt sich Roger wie der „verlassene Liebhaber“. Bridget bittet ihn, ihr und Matt etwas Zeit für sich zu geben, also schaut er aus der Ferne zu, getröstet von einer ziemlich amüsierten Maree. In dem Versuch, eine symbolische „Familie“ zu werden, schenkt Dan Cora einen Hund. Aber als sie den Hund in den Park mitnimmt und von der Leine lässt, rennt der Hund davon und ist nirgendwo zu finden. Es kommt zu einem Streit zwischen Dan und Cora. Beide sind verwirrt und aufgebracht; Könnte dies das Ende für Dan und Cora sein?                                                                                     |                 |                                 |                             |                                       |                 |                                                |
| 8 | —               | Commitments                     | 26. März 2014               | —                                     | Trent O’Donnell | Trent O’Donnell & Phil Lloyd                   |
| Ein Hochzeitskleid wird angepasst, Manschettenknöpfe angelegt, Damenfrisuren arrangiert und Schuhe geputzt – aber wer heiratet? Die Hochzeitsgesellschaft bereitet sich in Bridgets Haus vor. Cora ist aus Melbourne zurückgekommen, hat Dan aber noch nicht gesehen. Yvonne erscheint lächenld, bevor sie es schafft, den größten Teil der Familie zu beleidigen. Die Hochzeit wird unerwartet durch eine Fahrt ins Krankenhaus und einen Müllwagen verzögert. Begierig darauf, mit der Zeremonie fortzufahren, schlägt Terry eine Änderung des Veranstaltungsortes vor. Dan und Cora machen sich an die Aufgabe, die Veranstaltung neu zu organisieren. Am Ende machen sie eine unvergessliche Fahrt mit dem Heißluftballon… Währenddessen dreht Colin Rosebloom (Glenn Hazeldine), der Sohn von Joyce, durch. Er behauptet, Seans Fahrlässigkeit habe seiner Mutter eine Verletzung zugefügt. Er verlangt Schadensersatz. Sean und Scotty (Dave Eastgate) versuchen, Colin auszutricksen, aber ihr Plan schlägt fehl. Colin sperrt Scotty ein und versucht, Sean zu erpressen. |                 |                                 |                             |                                       |                 |                                                |